# Hotchkiss Mle 1914
A Hotchkiss Mle 1914 é uma metralhadora com câmara para o cartucho 8mm Lebel que se tornou a metralhadora padrão do exército francês durante a segunda metade da Primeira Guerra Mundial. Foi fabricada pela empresa de armas francesa Hotchkiss et Cie, fundada na década de 1860 pelo industrial americano Benjamin B. Hotchkiss. O sistema Hotchkiss acionado por gás foi formulado pela primeira vez em 1893 por Odkolek von Ujezda e melhorado em sua forma final pelos engenheiros de armamento da Hotchkiss, o americano Laurence Benét e seu assistente francês Henri Mercié.
A Mle 1914 foi a última versão de uma série de projetos Hotchkiss quase idênticos: a Mle 1897, a Mle 1900 e a Mle 1909. A Hotchkiss Mle 1914 tornou-se a padrão da infantaria francesa no final de 1917, substituindo a não confiável St. Étienne Mle 1907. As Forças Expedicionárias Americanas na França também compraram 7.000 metralhadoras Hotchkiss Mle 1914 em 8mm Lebel e as usaram extensivamente no front em 1917 e 1918. As metralhadoras pesadas Hotchkiss, algumas sendo de tipos anteriores, também foram usadas em combate pelo Japão, Chile, México, Espanha, Bélgica, Brasil e Polônia.
A metralhadora Hotchkiss, uma arma robusta e confiável, permaneceu em serviço ativo com o exército francês até o início dos anos 1940. No final de 1918, 47.000 metralhadoras Hotchkiss já haviam sido entregues apenas ao exército francês. Incluindo todas as vendas internacionais, o total geral de todas as metralhadoras Hotchkiss vendidas pelo fabricante em vários calibres ultrapassou 100.000 unidades.

## História

### Primeiros modelos

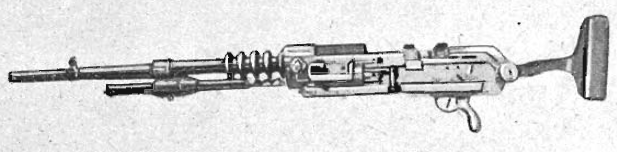
A versão de 1898 vendida para a Noruega.

A Hotchkiss foi baseada em um projeto do Capitão Barão Adolf Odkolek von Újezd, de Viena, patenteado pela primeira vez em julho de 1889, com outras patentes nos anos seguintes, testado em 1893 em Saint-Denis, perto de Paris. As patentes foram adquiridas em 1894-1895 pela empresa de Benjamin Hotchkiss. Benjamin Hotchkiss já não estava vivo na época da compra, mas o projeto de Odkolek foi desenvolvido e bastante aprimorado sob a direção do americano Laurence Vincent Benét, filho do General Benét. Em 1898, um modelo de exportação foi oferecido para vendas internacionais pela Hotchkiss e vendido para o Brasil, Chile, Japão, México, Noruega e Venezuela naquele ano. Com algumas mudanças úteis, como a adição de cinco anéis de radiador de resfriamento no cano, o mesmo projeto básico levou à Mle 1900. A arma foi testada em 1901 por dois batalhões de caçadores e em 1903-1904 com unidades de cavalaria. O Exército Francês comprou outras 50 metralhadoras Hotchkiss em 1906 para testes comparativos, mas adotou a mais complexa Puteaux Mle 1905 (atualizada como St. Étienne Mle 1907) para equipar a infantaria em 1907-1909. No entanto, 600 metralhadoras Mle 1900 também foram compradas pelos militares franceses para uso em colônias ultramarinas.

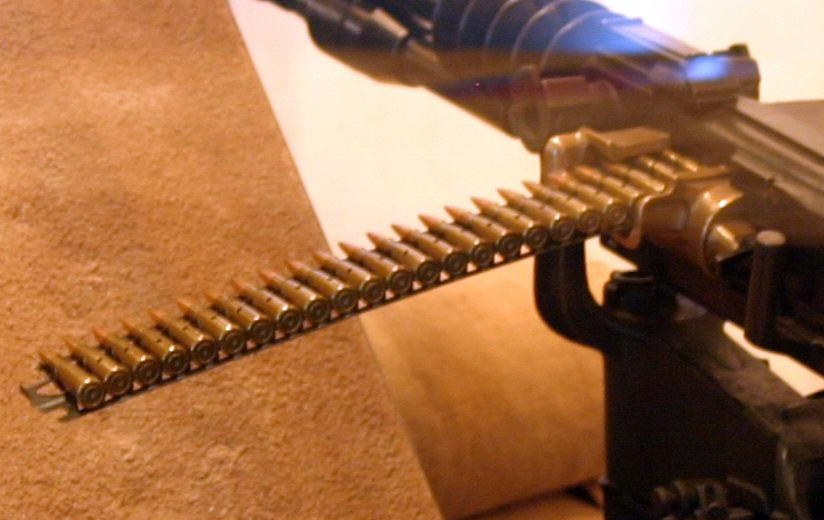
Munição 8mm Lebel em uma fita de tira

### Modelo 1914
No início da Primeira Guerra Mundial, a Manufacture d'armes de Saint-Étienne demonstrou ser incapaz de produzir metralhadoras St. Étienne em quantidade suficiente. As forças militares francesas optaram por adotar a Hotchkiss Mle 1900 com algumas pequenas modificações, como a Mitrailleuse Automatique modèle 1914. A metralhadora Hotchkiss foi inicialmente fornecida às tropas de segunda linha, mas em 1916 as unidades da linha de frente começaram a usar a Mle 1914. Naquele ano, uma comissão parlamentar de inquérito concluiu que a Hotchkiss era mais confiável que a St. Étienne e a produção desta última foi interrompida.

## Histórico de serviço

### Primeira Guerra Mundial

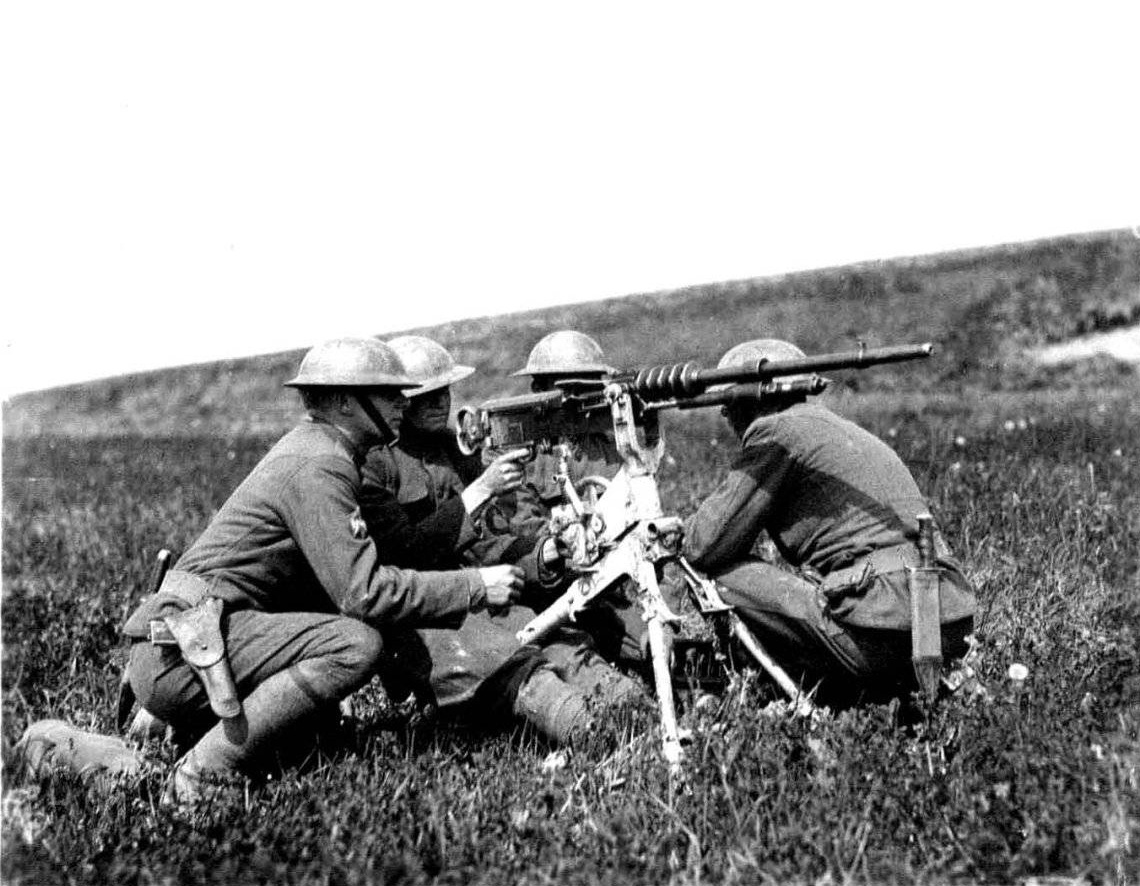
Soldados do Exército dos EUA operando a metralhadora Hotchkiss Mle 1914 na França, 1918.

O principal operador da metralhadora Hotchkiss Mle 1914 foi a infantaria francesa durante a Primeira Guerra Mundial e os primeiros dias da Segunda Guerra Mundial. A empresa Hotchkiss entregou 47.000 metralhadoras Mle 1914 ao exército francês entre 1914 e o final de 1918. Várias centenas foram calibradas em 11×59mmR Gras para uso contra balões inimigos, já que era o menor calibre de bala incendiária; todos os outros exemplares franceses estavam em 8×50mmR Lebel. O segundo maior operador da Hotchkiss foi a Força Expedicionária Americana na França entre 1917 e 1918, com os EUA comprando e implantando 7.000 metralhadoras Hotchkiss durante a guerra.

### Carros de combate
A Hotchkiss Mle. 1914 também foi usada em vários veículos blindados franceses, como o Renault FT, o Char 2C e o carro blindado americano White-Laffly.

### Serviço Naval
A Hotchkiss Mle 1914 foi usada pela Marine Nationale durante o período entre guerras, principalmente na montagem gêmea Mle 1926. Foi substituída em serviço pela Hotchkiss Mle 1929 assim que ficou disponível. Durante a Segunda Guerra Mundial, algumas dessas montagens voltaram ao serviço para tentar compensar a lenta produção de armas maiores e mais capazes, juntamente com metralhadoras mais recentes de 7,5 mm, como a Darne.

### Versão japonesa
Durante o Levante dos Boxers, as forças japonesas adquiriram uma Mle 1897 francesa. O Japão adquiriu uma licença e começou a produzir metralhadoras Hotchkiss Mle 1897 no calibre 6,5x50mm Arisaka. Durante a Guerra Russo-Japonesa, cada divisão japonesa tinha 24 metralhadoras Hotchkiss. Sendo mais leves que as Maxim, as Hotchkiss tiveram um bom desempenho. A produção evoluiu para se tornar a metralhadora pesada Type 3 em 1914. A metralhadora pesada Type 92, uma Type 3 ampliada com câmara de 7,7 mm, também foi baseada no projeto Hotchkiss.

### Uso no Brasil

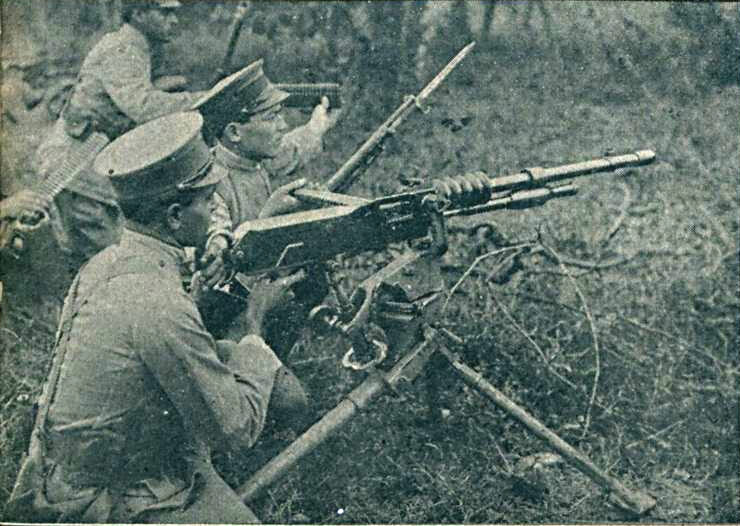
Legalista armado com uma Hotchkiss M1914 na Revolta Paulista de 1924.

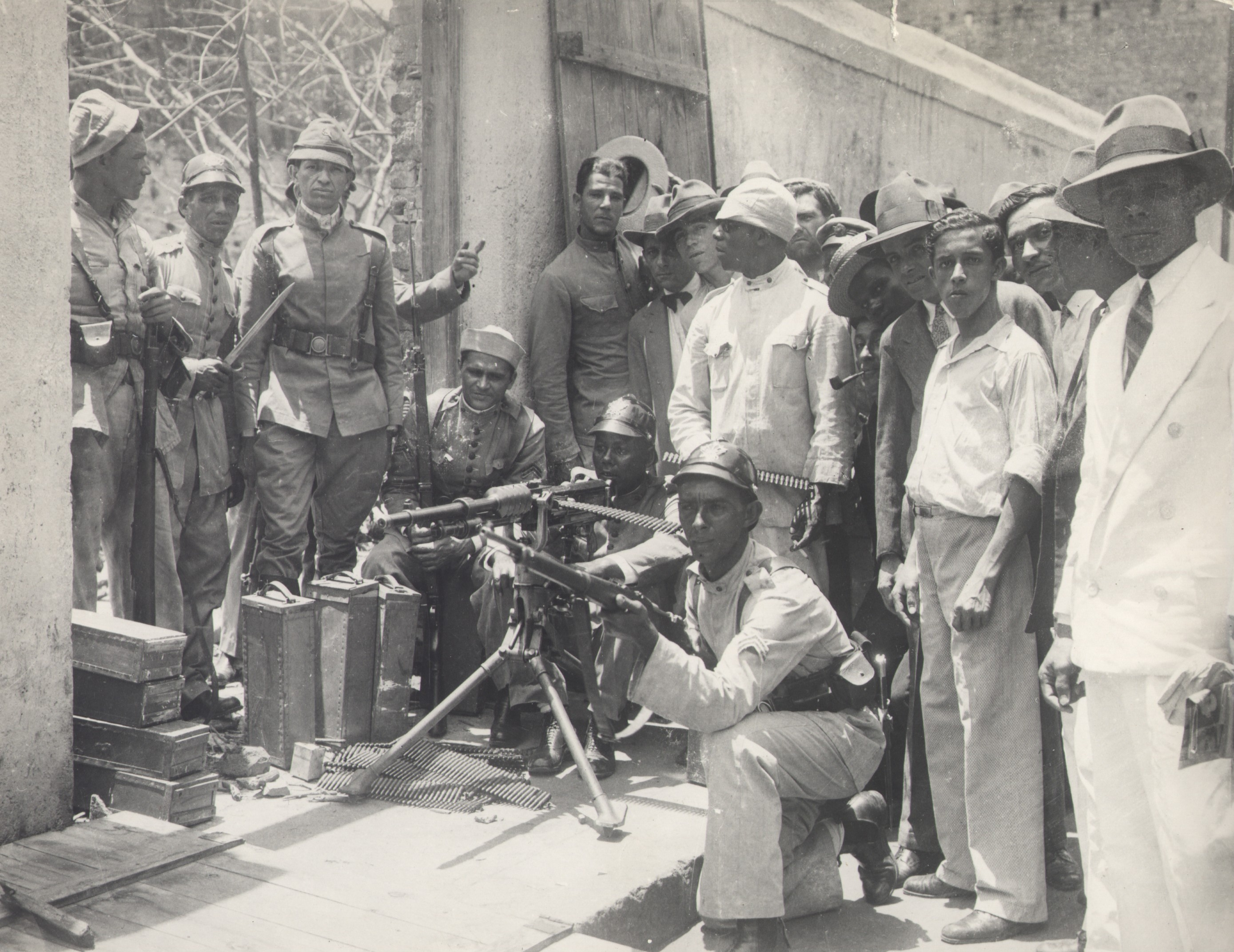
Hotchkiss M1914 na Revolução de 1930.

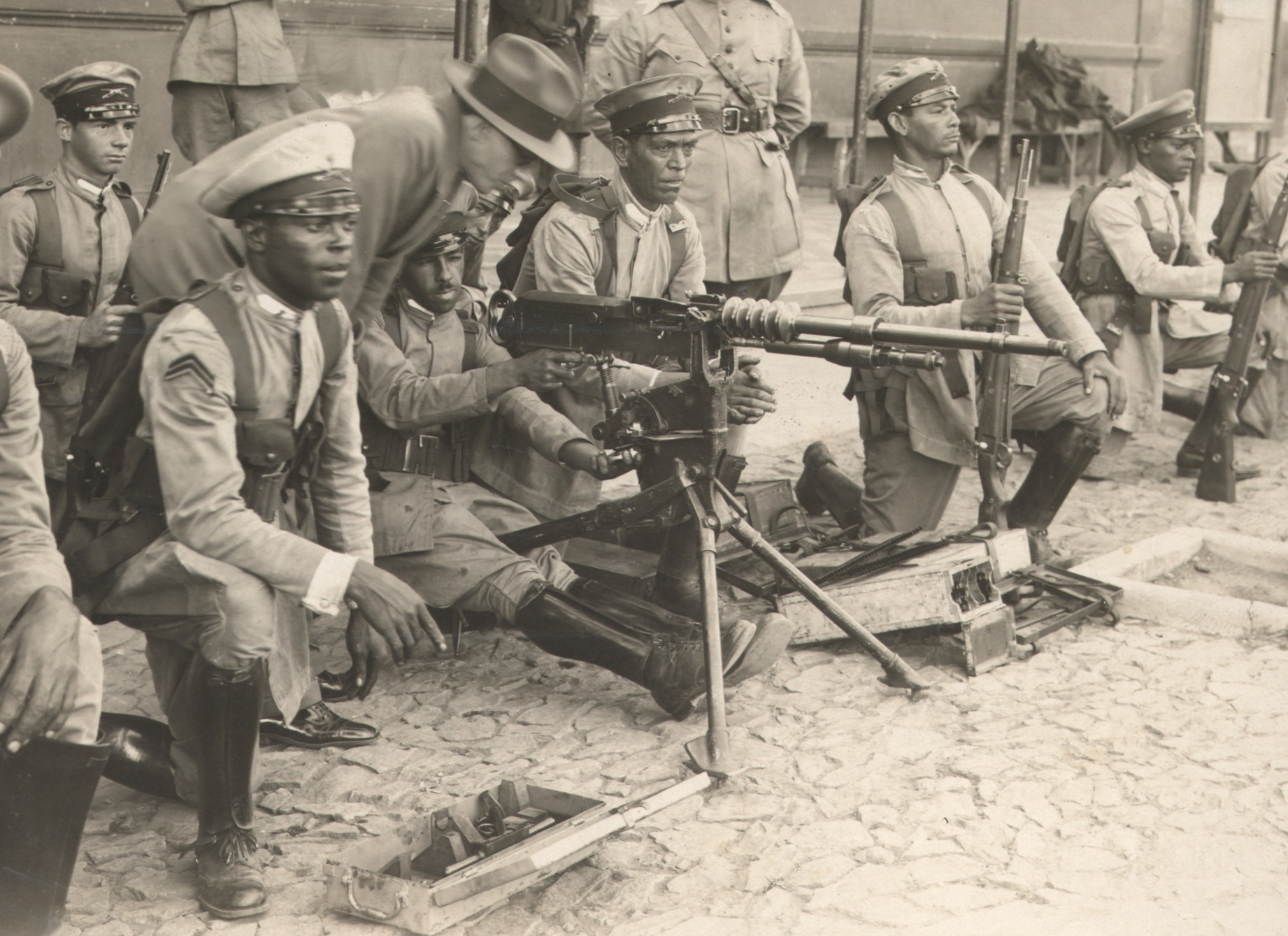
Combatentes paulistas da Revolução Constitucionalista de 1932 experimentando uma metralhadora Hotchkiss M1914.

A Hotchkiss M1914 participou ativamente na Revolta Paulista de 1924, na Revolução de 1930 e na Revolução Constitucionalista de 1932. Os combatentes paulistas, quando a ouviam disparar, a apelidavam de "pica-pau" devido ao ruído característico de sua baixa cadência de tiro. A M1914 foi também utilizada pela Força Expedicionária Brasileira durante a Segunda Guerra Mundial.

## Operadores
- Argélia: Exército de Libertação Nacional[12]
- Bélgica:[13] em 7,65×53mm Mauser[9]
- Chile: Mle 1897[6] e Type 3
- República da China (1912–1949)[14]
- República Popular da China
- Tchecoslováquia
- Império Etíope[15]
- Reino da Grécia[16]
- Reino da Itália: Mle 1908/1914[17]
- Brasil: Mle 1897[6] e Mle 1914[18]
- El Salvador: Mle 1914[19]
- Finlândia: usada nos tanques FT-17. Mais tarde substituída em 1937 pela Maxim M/09-31 derivada da 7,62 ITKK 31 VKT.[20]
- França[21]
- Alemanha Nazista: 8mm sMG 257(f)[21]
- Império do Japão: Mle 1897 e Type 3
- Manchukuo: metralhadoras ex-chinesas[22]
- México: Mle 1897[6] e Mle 1914[23]
- Noruega: metralhadoras Hotchkiss em 6,5×55mm,[9] adotadas em 1911[24]
- Peru
- Polônia[21]
- Romênia[21][25]
- RSFS da Rússia: várias unidades do Exército Vermelho usaram a Hotchkiss Mle 1914 durante a Guerra Civil Russa.[26]
- Espanha
- Suécia: Kulspruta m/1900,[27] em 6,5×55mm[9]
- Turquia: em 7,92×57mm Mauser[28]
- Estados Unidos[1]
- Uruguai: Mle 1897, Mle 1900 e Mle 1914 em 7mm Mauser. Foi usada entre 1919 e 1960.
- Vietnã: Usada pelo Việt Minh[29]
- Venezuela: Mle 1897[6]
- Reino da Iugoslávia[21]

## Conflitos
- Segunda Guerra dos Bôeres (modelo de exportação 1898)
- Levante dos Boxers[10] (Mle 1897)
- Guerra Russo-Japonesa[10] (Mle 1897)
- Revolução Mexicana
- Primeira Guerra Mundial
- Senhores da guerra da China
- Guerra Civil Russa
- Guerra Polaco-Soviética
- Guerra do Rife
- Revolta Paulista de 1924
- Revolução de 1930
- Revolução Constitucionalista de 1932
- Segunda Guerra Ítalo-Etíope
- Guerra Civil Espanhola
- Segunda Guerra Sino-Japonesa
- Segunda Guerra Mundial
- Guerra Civil Chinesa
- Primeira Guerra da Indochina
- Guerra de Independência Argelina
- Guerra de Ifni